# 1872 a jogalkotásban
1872-ben az alábbi jogszabályokat alkották meg:

## Magyarország

### Törvények
- 1872. évi I. törvénycikk A magyar sorhadi csapatokhoz és a hadi tengerészethez 1872. évben kiállitandó ujoncz- és póttartaléki jutalékok megajánlása tárgyában
- 1872. évi II. törvénycikk Az 1868. évi XL. törvénycikk 12. §-ának és az 1868. évi XLI. törvénycikk 6. §-ának módositása, illetőleg a honvédzászlóaljak szaporitása tárgyában
- 1872. évi III. törvénycikk A magyar korona országaira eső hadjutaléknak az 1869. évi népszámlálás alapján megállapitásáról, illetőleg az 1868. évi XL. tc. 13. §-ának módositásáról
- 1872. évi IV. törvénycikk A határőrvidék után vállalandó közös költségek hozzájárulási arányáról
- 1872. évi V. törvénycikk A megyék, kerületek, vidékek és székek közigazgatási, árva- és gyámhatósági kiadásainak ideiglenes fedezéséről
- 1872. évi VI. törvénycikk A vadászatról
- 1872. évi VII. törvénycikk Az 1872. évi államköltségvetésről
- 1872. évi VIII. törvénycikk Az ipartörvény
- 1872. évi IX. törvénycikk A budapesti indóházakat összekötő vasut létesitése tárgyában
- 1872. évi X. törvénycikk A gömöri iparvasutak hálózatának kiegészitéséről
- 1872. évi XI. törvénycikk Az 1870:XXXIII. törvénycikkel becikkelyezett engedély-okmány 5. §-ának módositásáról
- 1872. évi XII. törvénycikk A miskolcz-diósgyőri és m.-sziget-szlatinai ipar-vasutak létesitése tárgyában
- 1872. évi XIII. törvénycikk A Sink pataknak Kis-Sink és Vojla községek határában leendő szabályozásánál szükséges kisajátitásról
- 1872. évi XIV. törvénycikk Az északamerikai Egyesült-Államokkal 1871. november 25-én az iparvédjegyek tárgyában kötött egyezményről
- 1872. évi XV. törvénycikk A német birodalommal 1871. évi október 5-én kötött távirdai egyezményről
- 1872. évi XVI. törvénycikk A magyar királyi honvédségi Ludovika-Akadémia felállitásáról
- 1872. évi XVII. törvénycikk A m. k. honvédségi Ludovika-Akadémia épületének átalakitására, fölszerelésére és az intézet 1872. évi fentartására pótlólag megajánlott összegek fedezéséről
- 1872. évi XVIII. törvénycikk A honvédzászlóaljak szaporitása tárgyában
- 1872. évi XIX. törvénycikk A kolozsvári magyar királyi tudományegyetem felállitásáról és ideiglenes szervezéséről
- 1872. évi XX. törvénycikk A kolozsvári magyar királyi tudományegyetem felállitására s annak 1872. évi fentartására megszavazott póthitelről
- 1872. évi XXI. törvénycikk A hadsereg felszerelése czéljából 1870-ben létesitett előlegezési hitelmüvelet költségeinek fedezéséről
- 1872. évi XXII. törvénycikk Az 1869. évi közösügyi költségekre a magyar korona országai által pótlólag fizetendő összeg fedezéséről
- 1872. évi XXIII. törvénycikk A közös hadügyminiszternek 1871-re engedélyezett 300,000 frtnyi póthitel Magyarországra eső részének fedezéséről
- 1872. évi XXIV. törvénycikk Az 1873. évi bécsi világkiállitáson kiállitandó tárgyak ideiglenes oltalmáról
- 1872. évi XXV. törvénycikk A hajóépitésre és felszerelésre szükséges tárgyak vámmentes behozataláról
- 1872. évi XXVI. törvénycikk Az "osztrák-magyar Lloyd" gőzhajózási vállalattal a tengeri postaszolgálat ellátása iránt kötött szerződésről
- 1872. évi XXVII. törvénycikk A Győrtől Sopronon át Ebenfurt irányában az ország határáig vezetendő elsőrendü gőzmozdonyvasut kiépitéséről
- 1872. évi XXVIII. törvénycikk A vojtek-német-bogsáni H-rendü vasut kiépitéséről
- 1872. évi XXIX. törvénycikk A soprony-pozsony-lundenburg-vágvölgyi elsőrendű mozdonyvasut kiépitéséről
- 1872. évi XXX. törvénycikk A Portugaliával 1872. évi január 13-án kötött kereskedelmi és hajózási szerződésről
- 1872. évi XXXI. törvénycikk Az 1873. év első negyedében viselendő közterhekről és fedezendő államkiadásokról
- 1872. évi XXXII. törvénycikk 54.000,000 ezüst forint névértékü államkölcsön felvételéről
- 1872. évi XXXIII. törvénycikk A magyar sorhadi csapatokhoz és a hadi tengerészethez 1873. évben kiállitandó ujoncz és póttartaléki jutalékok megajánlása tárgyában
- 1872. évi XXXIV. törvénycikk A magyar állam területén kiegészitendő lovasezredek békeállományának fedezéséről
- 1872. évi XXXV. törvénycikk A magyar korona országaira eső hadjutaléknak a határőrvidék egy része, nevezetesen a bánsági három ezred, és a titeli zászlóalj területének polgárositása folytán, megállapitásáról, illetőleg az 1872. III. törvénycikk módositásáról
- 1872. évi XXXVI. törvénycikk Buda-Pest fővárosi törvényhatóság alakitásáról és rendezéséről
- 1872. évi XXXVII. törvénycikk A budapesti kereskedelmi és váltótörvényszék birói személyzetének szaporitásáról
- 1872. évi XXXVIII. törvénycikk A pénzügyekre vonatkozó jogi szabályok érvén